# Ligne R15
 (septembre 2019).
La ligne R15 (anciennement Ca3) est une ligne régionale de Rodalies de Catalunya qui relie la gare de Barcelone-França à Riba-roja d'Ebre via Tarragone et Reus, gérée par la Généralité de Catalogne et exploitée par Renfe Operadora.

## Histoire
L'histoire de la ligne R15 de Barcelone à Riba-roja d'Ebre via Tarragone et Reus est étroitement liée à l'ancienne ligne directe de Barcelone à Saragosse et Madrid, bien que son tracé actuel utilise des sections de différentes anciennes compagnies ferroviaires.
Ainsi, la première section de Barcelone à Sant Vicenç de Calders par les côtes de Garraf a été bâtie à partir de 1881 par la compagnie du chemin de fer de Valls à Vilanova et Barcelone (voir ligne R13). À l'ouverture de la ligne, les trains n'allaient que jusqu'à la gare de Sant Beltran au port de Barcelone. Ce n'est qu'en 1887 qu'ils ont atteint la gare de France.
Pendant de nombreuses années, les trains de Barcelone à Saragosse via Móra la Nova utilisaient la ligne directe de Roda de Barà à Reus, qui a été exploitée pendant un siècle (inaugurée en 1884 et fermée en 1984). Durant ces dernières décennies, le trafic a été reporté sur les lignes de Saint Vicenç à Tarragone et de Tarragone à Reus.
À partir de Reus, la ligne a un des tracés les plus spectaculaires de Catalogne, puisqu'elle emprunte le tunnel de l'Argentera, qui permet d'accéder à la vallée de l'Ebre. Sa perforation difficile a beaucoup retardé l'ouverture de la ligne. Ainsi, la première section entre Reus et Marçà-Falset a été inaugurée en 1890, puis elle a été prolongée jusqu'à Mora la Nova en 1891, Faió en 1892, la Pobla d'Híxar en 1893 et Samper de Calanda en 1894 pour être raccordée à la ligne de Saragosse.
Les différentes sections ont été intégrées à la compagnie MZA (Madrid - Zaragoza - Alicante) puis ont été transférées à Renfe en 1941. À partir des années 1950, le tracé a été progressivement modernisé et électrifié, et le tracé a connu quelques variantes à cause des nouveaux barrages de l'Èbre. Pendant les dernières années, la ligne est surtout empruntée par des trains régionaux et de marchandises

## Lignes
- Ligne Barcelone - Vilanova - Valls (de Barcelone via tunnel d'Aragon à Sant Vicenç de Calders)
- Ligne Barcelone - Vilafranca - Tarragone (de Sant Vicenç de Calders à Tarragone)
- Ligne Tarragone - Reus - Lérida (de Tarragone à Reus)
- Ligne Reus - Caspe (de Reus à Riba-roja d'Ebre)

## Gares
Liste complète des gares de la ligne :
| Gare                        | Commune                   | Correspondances | Services |
| --------------------------- | ------------------------- | --------------- | -------- |
| Barcelone-Gare de France    | Barcelone                 |                 |          |
| Barcelone-Passeig de Gràcia | Barcelone                 |                 |          |
| Barcelone-Sants             | Barcelone                 |                 |          |
| Torrassa                    | L'Hospitalet de Llobregat |                 |          |
| Bellvitge                   | L'Hospitalet de Llobregat |                 |          |
| El Prat de Llobregat        | El Prat de Llobregat      |                 |          |
| Viladecans                  | Viladecans                |                 |          |
| Gavà                        | Gavà                      |                 |          |
| Castelldefels               | Castelldefels             |                 |          |
| Platja de Castelldefels     | Castelldefels             |                 |          |
| Sitges                      | Sitges                    |                 |          |
| Vilanova i la Geltrú        | Vilanova i la Geltrú      |                 |          |
| Cubelles                    | Cubelles                  |                 |          |
| Cunit                       | Cunit                     |                 |          |
| Segur de Calafell           | Calafell                  |                 |          |
| Calafell                    | Calafell                  |                 |          |
| Sant Vicenç de Calders      | El Vendrell               |                 |          |
| Torredembarra               | Torredembarra             |                 |          |
| Altafulla-Tamarit           | Altafulla                 |                 |          |
| Tarragone                   | Tarragone                 |                 |          |
| Vila-seca                   | Vila-seca                 |                 |          |
| Reus                        | Reus                      |                 |          |
| Les Borges del Camp         | Les Borges del Camp       |                 |          |
| Riudecanyes - Botarell      | Riudecanyes               |                 |          |
| Duesaigües–L'Argentera      | L'Argentera               |                 |          |
| Pradell                     | Pradell                   |                 |          |
| Marçà - Falset              | Marçà                     |                 |          |
| Capçanes                    | Capçanes                  |                 |          |
| Els Guiamets                | Els Guiamets              |                 |          |
| Móra la Nova                | Móra la Nova              |                 |          |
| Ascó                        | Ascó                      |                 |          |
| Flix                        | Flix                      |                 |          |
| Riba-roja d'Ebre            | Riba-roja d'Ebre          |                 |          |